# Tennistoernooi van Moskou 2017

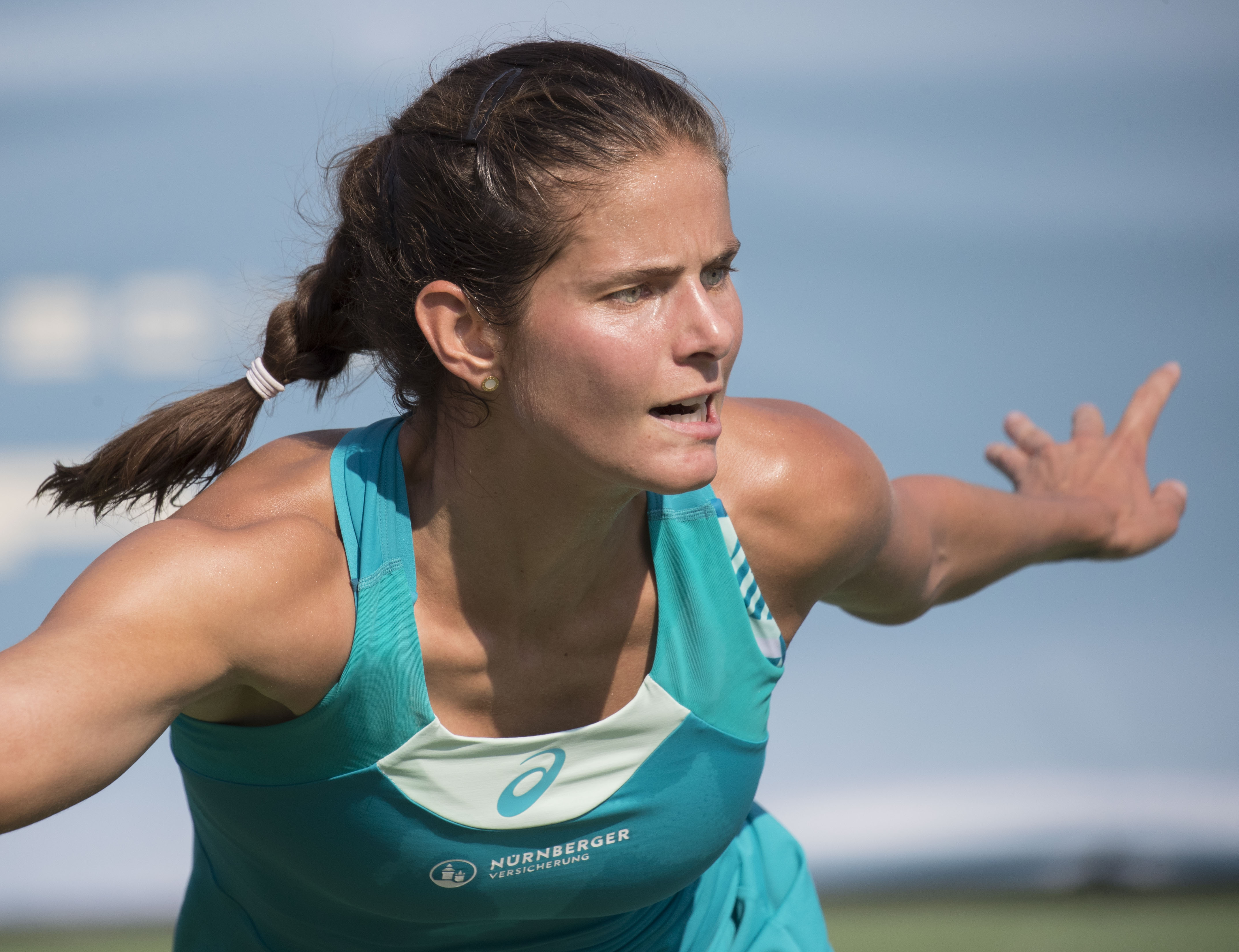
Julia Görges, winnares bij de vrouwen

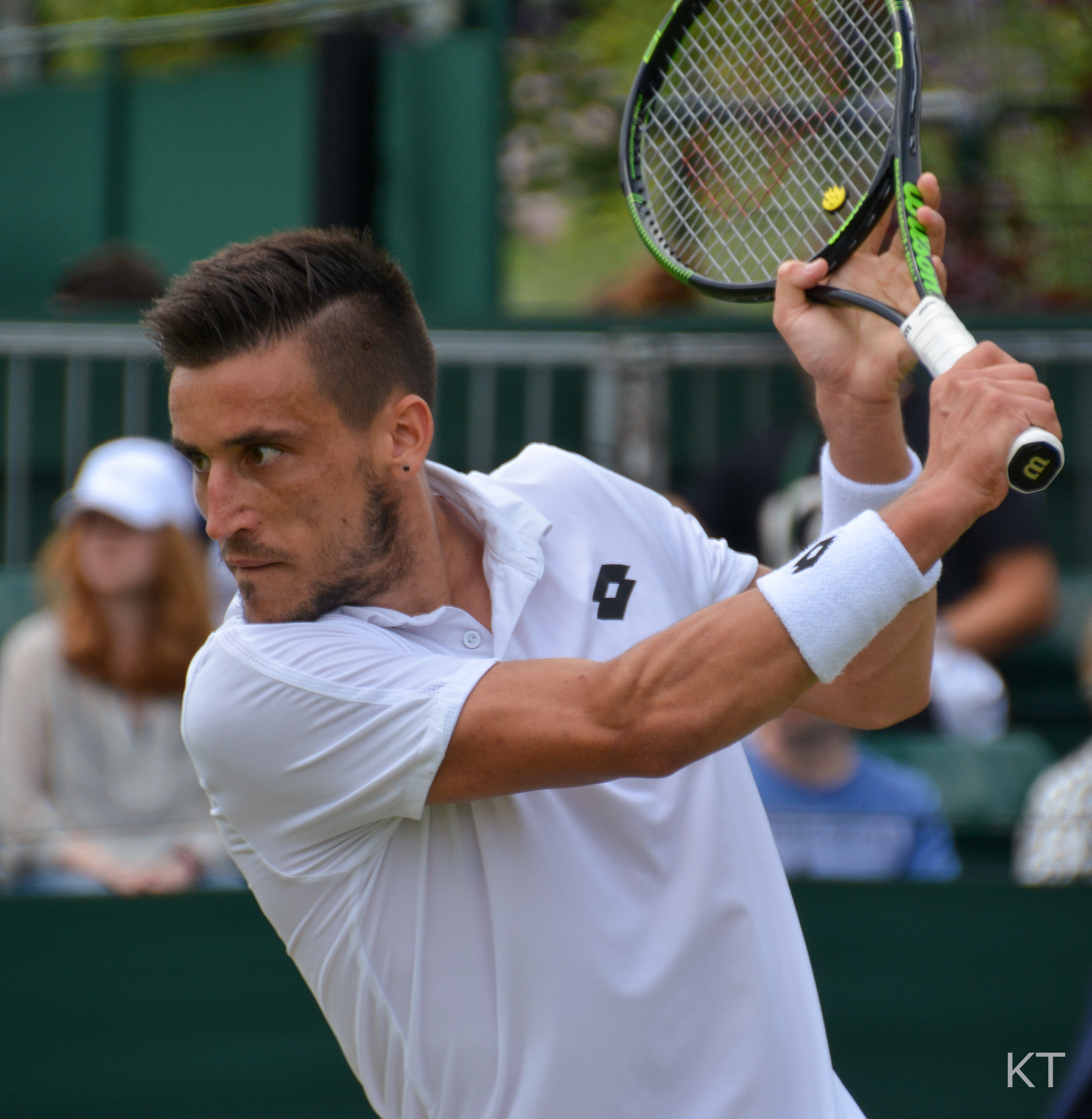
Damir Džumhur, winnaar bij de mannen

Het tennistoernooi van Moskou van 2017 werd van 16 tot en met 22 oktober 2017 gespeeld op de hardcourt-binnenbanen van het oude Olympisch stadion Olimpijskij in de Russische hoofdstad Moskou. De officiële naam van het toernooi was Kremlin Cup.
Het toernooi bestond uit twee delen:
- WTA-toernooi van Moskou 2017, het toernooi voor de vrouwen
- ATP-toernooi van Moskou 2017, het toernooi voor de mannen

## Toernooikalender
| Moskou            | oktober 2017 | oktober 2017 | oktober 2017 | oktober 2017 | oktober 2017 | oktober 2017 | oktober 2017 | oktober 2017 |
| Moskou            | maa 16       | din 17       | woe 18       | woe 18       | don 19       | vrĳ 20       | zat 21       | zon 22       |
| ----------------- | ------------ | ------------ | ------------ | ------------ | ------------ | ------------ | ------------ | ------------ |
| vrouwenenkelspel  | 1e ronde     | 1e ronde     | 2e ronde     | 2e ronde     | kwartfinale  | halve finale | finale       |              |
| vrouwendubbelspel | 1e ronde     | 1e ronde     | 2e ronde     | 2e ronde     | halve finale | finale       |              |              |
| mannenenkelspel   | 1e ronde     | 1e ronde     | 1e ronde     | 2e ronde     | 2e ronde     | kwartfinale  | halve finale | finale       |
| mannendubbelspel  | 1e ronde     | 1e ronde     | 1e ronde     | 1e ronde     | 2e ronde     | halve finale |              | finale       |

ATP-toernooi van Moskou – WTA-toernooi van Moskou

1996 · 1997 · 1998 · 1999 · 2000 · 2001 · 2002 · 2003 · 2004 · 2005 · 2006 · 2007 · 2008 · 2009 · 2010 · 2011 · 2012 · 2013 · 2014 · 2015 · 2016 · 2017 · 2018 · 2019 · 2020 · 2021